# 英噸
英噸（英語：ton）或噸是英制單位，使用地區主要為英國、美國與一些英联邦國家。其和公吨（或）有所區別。
廣義的英噸又可分為長噸（long ton）和短噸（short ton）。
- 長噸：在英國較為常用，為狹義的「英噸」，在英國常直接稱為「噸」（ton）。
- 短噸：在美國較為常用，又稱「美噸」。以「長噸」、「短噸」稱呼不易導致混淆。

为符合歐洲的惯例，英国1985年通過的度量衡法明确将英吨排除在贸易用途之外。

## 單位換算
- 1長噸 = 2,240磅。
- 1短噸 = 2,000磅。

公制換算
- 1長噸 = 1.0160469088公吨 = 1016.0469088公斤；和公吨只差不到2%。
- 1短噸 = 0.90718474公吨 = 907.18474公斤。